# Roses are red

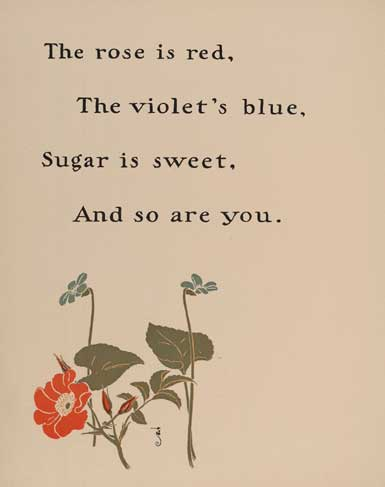
1901年版のマザーグースに掲載されたウィリアム・ウォレス・デンスロウによる"Roses are red"の挿絵

"Roses are red"（ローゼス・アー・レッド、薔薇は赤く）は、英語で書かれた詩であり、また、この詩に触発されて作られた詩の集まりである。ラウド・フォークソング・インデックスの19798番に収録されている。この詩は一般に、愛を伝える常套句として使用される。

## 詩
この詩の、現代における最も一般的な形は以下の通りである。
Roses are red,
Violets are blue,
Sugar is sweet,
And so are you.
日本語訳
薔薇は赤く
菫は青く
砂糖は甘く
そして貴方も

## 起源
詩の起源は、少なくともエドマンド・スペンサーが書いた1590年の叙事詩『妖精の女王』（第3巻第6編第6節）の次の詩までたどることができる。
It was upon a Sommers shynie day,
When Titan faire his beames did display,
In a fresh fountaine, farre from all mens vew,
She bath'd her brest, the boyling heat t'allay;
She bath'd with roses red, and violets blue,
And all the sweetest flowres, that in the forrest grew.
日本語訳
それは夏の眩しい日のこと、
巨人が熱くその輝きを見せた頃、
清らかな泉の中で、万人の目から遠く離れ、
彼女は胸に水を浴びた、茹だるような暑さを鎮めるため。
浴びる彼女を囲むのは、赤い薔薇、青い菫、
そして、森の中に育った全ての甘い香りの花。
現代の形にかなり近い童謡を、ジョゼフ・リットソンによる1784年のイギリスの童歌集であるGammer Gurton's Garlandに見ることができる。
The rose is red, the violet's blue,
The honey's sweet, and so are you.
Thou are my love and I am thine;
I drew thee to my Valentine:
The lot was cast and then I drew,
And Fortune said it shou'd be you.
ヴィクトル・ユーゴーはスペンサーに精通していたと思われるが、1862年に小説『レ・ミゼラブル』を出版したとき、英語の童謡は知らなかったかもしれない。ユーゴーは小説家というだけでなく詩人でもあり、彼の小説の中には多くの歌が載せられている。レ・ミゼラブルの登場人物であるファンティーヌによって歌われた詩には、以下の一節がある。（1862年の英語訳）
We will buy very pretty things
A-walking through the faubourgs.
Violets are blue, roses are red,
Violets are blue, I love my loves.
最後の2行の元のフランス語による文章は以下の通りである。
Les bleuets sont bleus, les roses sont roses,
Les bleuets sont bleus, j'aime mes amours.
(Les Misérables, Fantine, Book Seven, Chapter Six)